# Marcelo Osvaldo Magnasco
Marcelo Osvaldo Magnasco (14 de diciembre de 1963 (61 años) es un biofísico argentino, y profesor de la Rockefeller University.
Es conocido por su obra en trinquetes browniano termales como modelos de motores biológicos, biofísica del sistema auditivo, códigos neurales, otros estudios de redes biológicas tales como venación foliar; y para colocar la fecha del eclipse solar mencionado en la Odisea del 16 de abril de 1178 a. C. con Constantino Baikouzis de la Universidad Nacional de La Plata.